# Mike Hargrove
Dudley Michael Hargrove (Perryton, Texas, 26 de octubre de 1949), más conocido como Mike Hargrove, es un exjugador profesional estadounidense de béisbol que se desempeñó en la posición de primera base en las Grandes Ligas de Béisbol (MLB). Logró obtener el premio Novato del Año.

## Carrera
Hargrove jugó como profesional cinco temporadas en Texas Rangers (1974-1978), después pasó a San Diego Padres (1979), luego a Cleveland Indians, donde jugó siete temporadas (1979-1985), y fue el equipo en el que se retiró.

## Premios
En 1974, fue galardonado con el premio Novato del Año.